# هیتچیتا (اکلاهما)
هیتچیتا(به انگلیسی: Hitchita) شهری در ایالت اکلاهما کشور ایالات متحده آمریکا است که جمعیت آن در سرشماری سال ۲۰۱۰ میلادی، ۸۸ نفر بوده‌است.